# فصل عشائري (العراق)
الفصل العشائري في العراق هو قضاء أو تعويض وغرامة صادرة من تفاوض عشائري عرفي لحل النزاعات بين المختصمين بغير الاحتكام إلى قانون الدولة، ويُعدّ ذلك من أنواع الوَساطة، وهو شائع في العراق ويكثر الفصل العشائري إذا ضعفت سلطة الدولة القانونية.

## التاريخ

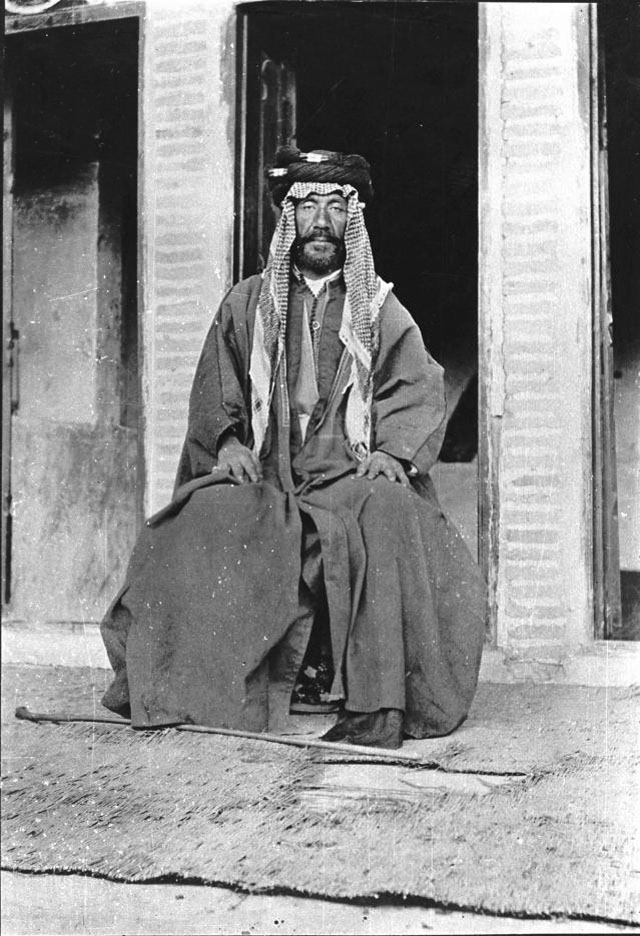
مزهر الفرعون، شيخ عشيرة ومؤلف كتاب القضاء العشائري

خبر إلغاء نظام دعاوى العشائر منشوراً في جريدة الحرية لصاحبها قاسم حمودي

قال أحمد الزيات "والحق أن للقبائل والعشائر العراقية تاريخاً حافلاً بالعادات والتقاليد المتوارثة، يحرصون عليها ويتواصون بالتمسك بها وعدم التفريط فيها؛ ومن هذه التقاليد المرعية يتألف قانون غير مدون له قدسية سائر القوانين المدنية وحرمة بقية الأنظمة الاجتماعية، يرجعون إليها فيما يتعلق بخلافاتهم وأحكامهم ومشاكلهم العديدة وفيما يخص سائر أمورهم الاجتماعية والشرعية والاقتصادية، ولهم فيما يتفرع من هذه النواحي وفيما ينجم عنها من ملابسات".

### التدوين والتقنين
ما زال الفصل العشائري عرفًا اجتماعيًا تتوارثه العشائر جيلًا بعد جيل منذ قرون، غيرَ أن الأجيال كانت تتلقاه بالتلقين ضمن العرف العشائري الذي تكوّن منه قانون شفوي له احترام شديد بين العشائر يتواصون به ويحرصون على تعلّمه وتنفيذه، وُصفت بعض الأحكام العشائرية بالشدة والعصبية وبعضها بالحذق، ولم تُدوّن الأحكام العشائرية.
وفي 1 شباط سنة 1916م صدرَ نظام دعاوى العشائر المدنية والجزائية، بعد موافقة قائد جيش الاحتلال الإنكليزي، قال محمد أحمد محمود في كتابه (أحوال العشائر العراقية العربية وعلاقتها بالحكومة 1872 - 1918) "أصدره الجنرال فانشو القائم بأعمال القائد العام للحملة العراقية في 27 تموز 1918. وفي بعض مواد النظام مسائل تتعلق بفرض السلطة البريطانية على العشائر".، وقالت المس بيل إن تطبيق نظام دعاوى العشائر "كان وسيلةً لإزالة حمل ثقيل عن عواتق الحكام السياسيين الذين لم تكن قراراتهم مُطمْئِنة للناس مثلَ قرارات الشيوخ بأي حال من الأحوال"، تُحلّ النزاعات بين شيوخ العشائر العراقيين بطريقة وصفتها المس بيل أنها "تصدر بنزاهة وفقاً لما يرونه صائباً".
وفي عام 1941م، نُشر كتاب (القضاء العشائري)، واحتوى على نظام دعاوى العشائر، كتبه مزهر آل فرعون.، فكتب كتابًا سمّاه ،

### تأسيس العراق الحديث
ظلّ كثير من العراقيين يتحاكمون إلى عرف عشائرهم حتى زمن احتلال بريطانيا للعراق، وحين وجدتْ بريطانيا رسوخ العرف العشائري، فرضت قانونين يترافع بموجبهما العراقيون، أحدهما قانون الدولة العام، والآخر قانون «دعاوى العشائر» الذي أصدرته بريطانيا عام 1918، وبقي هذان القانونان مرجعًا للترافع، فكان للحاكم أن يحيل القضية إلى القانون العام أو يحيلها إلى دعاوى العشائر، ثم عُدّل القانون عام 1929 فأُبطلَ حكم الفَصلية (تعويض المتضرر بامرأة)، ثم عُدّلَ عام 1933 فأصبحت الإحالة إلى دعاوى العشائر لا تصح إلا خارج حدود البلديات، حتى انقلاب 1958 حين أبطلَ عبد الكريم قاسم دعاوى العشائر كاملاً، غيرَ أنّ إقبال العراقيين من القرى إلى بغداد والمدن الحضرية زاد العرف العشائري رسوخاً فاضطرّت الحكومة في السبعينات إلى إلزام المواطنين أن لا يذكروا أسماء عشائرهم في الوثائق المدرسية والحكومية، فلم يصدّ ذلك العشائر عن عرفهم، بل يُعتقد أنه قد كثر الفصل العشائري في عهد صدام حسين بسبب الحروب وتشجيع الدولة، ثم تعاظم فيما بعد في سلطة الاحتلال الأمريكي من جرّاء الفوضى وتعطّل مؤسسات الدولة، ويُعتقد أنّ دستور العراق قد رسّخ الفصل العشائري والاحتكام إلى غير الدولة بموجب مادته رقم 45/ فقرة 2.

## رأي العشائر
.

صورة رجال عشائريين يوم 19 حزيران 2020 في نزاع عشائري وهم مرتجلون في أحد شوارع بغداد وينظمون سير المركبات ويأمرون سيارات الشرطة بالانصراف

وثيقة براءة عشائرية من أهل المخدرات وطردهم من العشيرة

اجتماع لشيوخ عشائر العراق مع وزير الداخلية لمناقشة الدكة العشائرية والابتزاز الألكتروني والمخدرات

ترى عشائر العراق أنّ العراقيين هم مجتمع عشائري وذلك يوجب تدخل شيوخ العشائر لحل النزاعات والتخفيف عن الدولة، ويرون أنّ كثيراً من جلسات الفصل العشائري تُختم بالمصالحة والمودة وبتعويض المعتدى عليه بما يرضيه ويخفف الضرر عنه، وتعتقد العشائر أنّ الفصل إنما هو لدعم الدولة لا لمنافستها، وأنّ الناس لا يثقون بالقضاء الحكومي فيتحاكمون إلى العشائر، ويرون أنّ المغالاة في التعويض ليست من خصال العشائر الأصيلة، إنما هي من أفعال العشائر المرتبطة بالأحزاب السياسية.، وينبغي أن يُعلم أنّ الفصول العشائرية وحلول النزاعات التي تذاع في الإعلام لا تدلّ على إقرار كل العشائر بها، بل هي أعمال عشائرية فردية، ما لم يثبت عموم الموافقة عليها بين أكثر العشائر.

### أسباب التفشي
- انفلات المجرمين وقلة الأمان وضعف الحكومات المتعاقبة بعد احتلال العراق.[18]
- تسييس القضاء الذي أضعف ثقة الناس به.
- تأييد الحكومة للعرف العشائري، عجزًا منها عن الفصل بين المختصمين في بعض القضايا،[19] ولتراكم القضايا وطول إجراءات الترافع.[20]
- تمكين الحكومة للعشائر واعتبارهم مكونًا سياسيًا.[21]
- اتخاذه وسيلة لكسب الأموال والابتزاز.[22]

## السواني
السانية وجمعها السواني، وهي لفظ مشتق من كلمة سُنة، هي أحكام وتقاليد عشائرية يلتزم بها المتحاكمون إلى الفصل العشائري، قال في كتابه "وهذه القواعد العشائري ليست جامدة لا اجتهاد فيها ولا حياد عن أحكامها، ففي أغلب الأحيان تحاول هيئة التحكيم العشائرية استنباط أحكام وقرارات جديدة غير موجودة من قبل لعدم حدوث واقعة تستوجب ذلك وإذا بهم يستحدثون أحكاماً جديدة لها تنسجم والتغيرات الحادثة مع القضايا المستجدة.".

### العوارف
لكل عشيرة عراقية عربية قاضٍ من أهلها يحكم بينهم بالعُرف إذا تنازعوا، يُسمى القاضي عارفة، فيه خصلة الفراسة والذكاء والاطلاع على شؤون العشيرة، قال المواطن العراقي مشعان فيصل فرحان، أحد شيوخ شمّر الجربا في 20 آذار سنة 1971 "إن في عشيرة شمر نوعين من القضاة، النوع الأول وهم الذين يتوارثون القضاء في العشيرة المذكورة أباً عن جد منذ أن كانت شمّر الجربا في نجد،  ويُسمى هذا النوع بعوارف المناهي، أما النوع الثاني فهم القضاة الذين يختارهم  المتنازعون لثقتهم بقدرتهم على حسم النزاع لما يعهدون فيهم من فطنة وذكاء ويُسمى هذا النوع بعوارف المشاهي".

## الدگة
الدگة العشائرية هي غارة تخويفية يشنها أهل المتظلّم المشتكي على بيت المشتكى عليه، يرمون بيته بطلقات أو قنابل يدوية غير مستهدفة، يُقصد بها استدعاء المشتكى عليه إلى التفاوض العشائري وإنذاره لحل النزاع بينهما، فإن لم يستجب المُستدعى للتفاوض، فإنه قد يؤذى بالقتل أو السطو به أو إخراجه من بلدته، والدگة نوعان، دگة بيضاء ودگة سوداء،  وبعد أن تعاظمتْ الدكات العشارية وأفرطت عشائر في تنفيذها، قررت حكومة العراق أنّ الدگة تُعدّ إرهابًا ويحاسب فاعلها محاسبة الإرهابيين وفقَ المادة الثانية من قانون مكافحة الإرهاب التي أُقرّت عام 2005، وذُكِرَ فيها «التهديد الذي يهدف إلى إلقاء الرعب بين الناس أياً كانت بواعثه، يعد من الأفعال الارهابية»، وقد تبلغ عقوبة الفاعل السجن المؤبد أو الإعدام

### خطوات الدگة العشائرية
- الكوامة: تذهب العشيرة المعتدَى عليها إلى عشيرة المعتدِي لتأمرهم بقبول التفاوض، ويُسمّى هذا (نفض الكوامة).
- العطوة: إن رضيت العشيرة المعتدية بالتفاوض فإنهم يطلبون من شيخ عشيرة من غير المتخاصمين أن يذهب إلى عشيرة المعتدَى عليه ويطلب منهم الإمهال ويُسمّى ذلك (عطوة)، لا تجوز الكوامة على امرأة وفق العرف العشائري الذي يُسمّى (سنينة أو سانية).[28]
- الفرشة: هي مال يُعطى لأهل المعتدَى عليه لينفقوه في تهيئة مجلس الفصل لاستضافة المختصمين.

### الفريضة
إن تعاسر المختصمون أو عجزوا عن الفصل في القضية، فإنهم يتحاكمون إلى رجل من غير العشيرتين المتنازعتين، ليحكم بينهم فيكون حكمه لازماً، ويُسمّى هذا الحَكَم «فريضة».

## الحكم الفقهي
قال عبد العال وحيد العيساوي في كتابه (لواء المنتفق) "والعُرف لغةً بمعنى ما هو متعارف عليه، والعُرف في الأصل كما أخذ به الحنفية والمالكية مصدر من مصادر التشريع الإسلامي أيضاً استناداً إلى قول الرسول (صلى الله عليه وآله) "ما رآهُ المسلمون حسناً فهو عند الله حسنٌ"، على أن لا يخالف ذلك العرفُ دليلاً شرعياً وقاعدة شرعية من القواعد الأساسية ولا حكماً ثابتاً...لذا فإن العلماء الذين يُقرّون بالعرف كأصل من أصول الاستنباط يُقرّون أيضاً أنه دليل حيث لا يوجد نصّ من كتاب أو سنة، فإذا خالفَ العرفُ الكتابَ أو السنة فهو غير معتبر ومردود.
- ابن باز: يجب على مشايخ القبائل، ألا يحكموا بين الناس بالأعراف التي لا أساس لها في الدين، وما أنزل الله بها من سلطان.. بل يجب عليهم أن يردوا ما تنازع فيه قبائلهم إلى المحاكم الشرعية، ولا مانع من الإصلاح بين المتنازعين بما لا يخالف الشرع المطهر بشرط الرضا وعدم الإجبار.. لقوله صلى الله عليه وسلم: (الصلح جائز بين المسلمين إلا صلحا حرّم حلالا أو أحلّ حراما).[30]
  - لا يجوز التحاكم إلى غير شريعة الله بل يجب الحكم بشريعة الله والتحاكم إليها، كما قال الله سبحانه: فَلا وَرَبِّكَ لا يُؤْمِنُونَ حَتَّى يُحَكِّمُوكَ [النساء:65]، يعني: النبي صلى الله عليه وسلم، فِيمَا شَجَرَ بَيْنَهُمْ ثُمَّ لا يَجِدُوا فِي أَنفُسِهِمْ حَرَجًا مِمَّا قَضَيْتَ وَيُسَلِّمُوا تَسْلِيمًا [النساء:65]، ويقول سبحانه: ﴿أَفَحُكْمَ الْجَاهِلِيَّةِ يَبْغُونَ وَمَنْ أَحْسَنُ مِنَ اللَّهِ حُكْمًا لِقَوْمٍ يُوقِنُونَ ۝٥٠﴾ [المائدة:50]، ويقول سبحانه: وَمَنْ لَمْ يَحْكُمْ بِمَا أَنزَلَ اللَّهُ فَأُوْلَئِكَ هُمُ الْكَافِرُونَ.[31]
- علي السِيسْتاني: سئل علي السِيسْتاني عن الفصل العشائري، هل يجوز؟ فقال «إذا كان ذلك من قبيل الحكم والقضاء فلا يجوز الاّ بشروطهما الشرعية فلا يجوز الحكم بغير ما أنزل الله أو القضاء ممن ليس أهلاً لذلك شرعاً. وأما إذا كان اقتراحاً للمصالحة بين الطرفين مثلاً فلا إشكال فيه إن لم يكن فيه تضييعاً لحق ذوي الحقوق الشرعية كأن يؤدي إلى إلزام الكبير بأقل من حقه من دون رضاه أو إعطاء القاصر دون حقه فيكون إعانة على الظلم».
  - لا يجوز أخذ الفصل في حالتين:

الأولى: إذا أعطاه صاحب المال بإكراه ولم يكن مستحَقّاً عليه شرعاً.
الثانية: فيما إذا كان المستحق لأخذه صبياً أو كبيراً لا يرضى بأخذ غيره له كما لو كان الفصل من قبيل الدية ولم يكن الآخذ من ورثة المقتول أو ممن رضي ورثته بأخذه".

## في القانون
قال قاضي محكمة الصدر إنّ «المحكمة لا تتدخل في أمور الفصل العشائري لا من بعيد أو قريب، لكن إذا تعرض المواطن إلى أي تهديد من أجل إجباره على دفع مبلغ مالي معين فانه بإمكانه اللجوء إلى المحكمة وإقامة شكوى قضائية على من يقوم بتهديده وفق أحكام المواد 432 و 431 و 430 وحسب ظروف كل قضية».

## أنواع الفصل (تعويض)

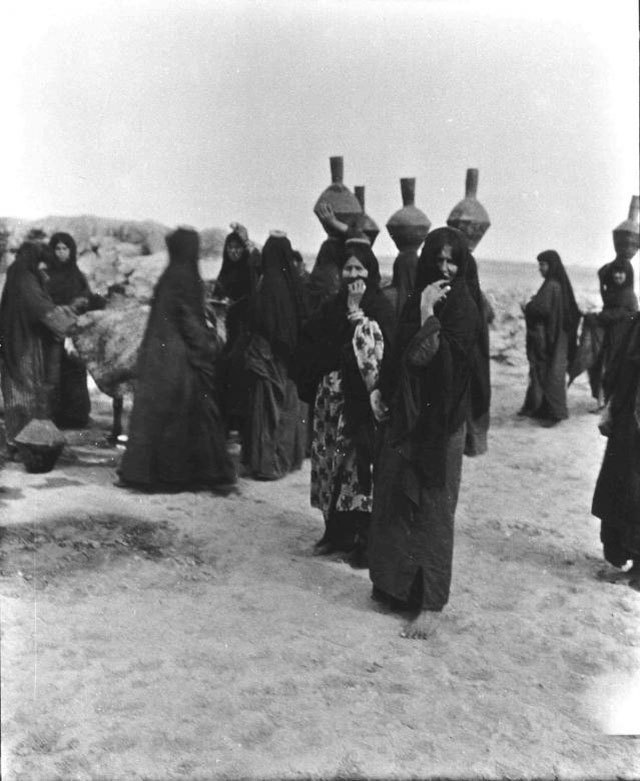
نساء عراقيات يحملن جرار ماء قرب بئر في مدينة كبيسة، صورة بكامرة الباحثة والمستكشفة غيرترود بيل عام 1909م

إن فُرض الفصل (غرامة مالية) على المعتدي فإنه لا يدفعها وحده، بل يشترك معه في الدفع أهله وعشيرته.

### امرأة
في نزاعات قليلة، تطلب العشيرة المعتدَى عليها من عشيرة المعتدي أن يزوّجوهم امرأة من نساء العشيرة، وتُسمّى هذه المرأة «فصليّة»، وترى العشائر أنّ التعويض بامرأة يُراد به إصلاح ذات بين العشيرتين المتعاديتين، ولا يكون ذلك إلا بالمصاهرة، فتصبح زوجة شرعًا وقانونًا، إن رضيت المرأة بالزواج، غيرَ أنّها تُعامل أحياناً معاملة مهينة،
قال عبد الجليل الطاهر في كتابه (البدو والعشائر) "يستند عرف إعطاء المرأة كدية إلى كون المصاهرة طريقة لحسم النزاع ولرفع الضغائن، ومع الاعتراف بفائدتِهِ العملية يُعد مجحفاً من ناحية المرأة التي لا يؤخذ رأيها ـ ولهذا فقد عممت وزارة الداخلية العراقية بمنشورها المرقم 317 والمؤرخ 19 / 09 / 1929 تغيير هذا التجاه والاكتفاء بدفع مبلغ معين - إذ لا يتفق ووضع العراق كدولة متمدّنة.".
ويُعدّ تزويج المرأة تعويضأ عن نزاع عشائري من الجرائم التي يعاقب فاعلها وفق المادة التاسعة من قانون الأحوال الشخصية المرقم 188، ويُعدّ سبيًا برأي لجنة العشائر بالبرلمان العراقي، وأكثر العشائر لا تأخذ النساء تعويضًا بل يطلبون من العشيرة المعتدِية أن تدفع لهم مقدارًا يساوي مهر امرأة.، وقد لوحظَت عودة متزايدة إلى التعويض بامرأة منذ 2014.

#### أربعون امرأة
في أواخر أيار عام 2015، حدث فصل عشائري بين عشيرتين شمال البصرة لإنهاء النزاع المسلح بينهما، وكان التعويض هو إعطاء العشيرة المعتدية أربعين امرأة إلى عشيرة المعتدى عليهم، وأثار ذلك سخطاً اجتماعياً.

#### النهوة
إذا خطبَ رجل امرأة من غير عشيرته، فإن لأبناء عم المرأة أن يمنعوا هذا الزواج بحجة أنهم أولى بها، والناهي هو اسم من يمنع ابنة عمه أن تتزوج رجلاً من غير العشيرة، وفي 19 كانون الثاني سنة 2020، أُعلنَ عن اعتراض امرأتين على نهوة أبناء عمهما، إذ خطبهما رجلان من غير العشيرة، فتقدمت المرأتان بشكوى على الأب وأفراد من العائلة وأبناء العم، اعتراضاً على منعهما من الزواج مِن غير رجال العشيرة. ورأى قانونيون أن النهوة لم تُذكر في قانون العقوبات، لذلك فهي ملحقة بصنف جرائم التهديد.

## رعب الأطباء

طبيب عراقي مشتكياً إلى وزير الصحة صالح الحسناوي وقد ذكرَ الطبيبُ أن 40 شخصاً اعتدوا عليه أثناء عمله في مستشفى ابن الخطيب وجرحوا عينَه

يخشى الأطباء في العراق خشية شديدة أن يعالجوا المرضى إن بدا لهم أنهم من أهل النفوذ العشائري، وذلك لأن المريض إن توفي فقد تدّعي عشيرته على الطبيب وتتهمه بالتقصير فتوجب عليه دفع الدية، وقد رُويَ عن طبيب أنه قال لامرأة إنها متعبة نفسيًا فقام زوجها بتطليقها بحجة مرضها النفسي، فغضبت عشيرة المرأة على الطبيب وطالبته بالتعويض وإغلاق عيادته لأنه وصف ابنتهم بالجنون وكان سببًا في تطليقها، علماً بأنّ الأخطاء الطبية تحدث للعراقيين في خارج العراق أيضاً، لكن لم يلاحظ منهم مطالبات عشائرية هناك.، وفي 19 أيلول عام 2019 أعلنت مصادر طبية في البصرة أنّ 250 طبيباً قد تركوا وظائفهم في الدوائر الحكومية تجنباً لأذى العشائر، وقد كان تعليق العشائر على هذا الخبر أنهم قالوا «إن الدولة فشلت في فرض سطوتها كما فشلت في محاسبة الاطباء في حال التقصير مما جعل ضحايا الاخطاء الطبية يلجأون إلى العشيرة بدل القانون».

### قانون حماية الأطباء
بعد أن اشتدّ الفصل العشائري على الأطباء، فهاجر بعضهم تجنبًا للأذى النفسي، شرعت الحكومة قانون حماية الأطباء عام 2013، وذُكر فيه «حماية الأطباء من الاعتداءات والمطالبات العشائرية والابتزاز»، غيرَ أنّ الأطباء ما زالوا يتلقون تهديدات واعتداءات، ويعتقدون أنّ الدولة لا هيبة لها داخل المؤسسات الصحية.

### عقوبة الإهمال
في قانون العقوبات العراقي، يُعدّ الإهمال الطبي جنحةً لا جناية، ويعاقب فاعله بعقوبة السجن مدة أقلها سنة، ولا تزيد عن ثلاث سنوات.

## من لا عشيرة له
من لا عشيرة له فإنه جديرٌ بأن تستضعفه عشائر قوية، ولذلك يُضطر الذين لا ينتسبون إلى عشيرة إلى طلب شفاعة شيخ أو وجيه عشائري ليدافع عنهم، أو يلتحقوا بعشيرة قوية أو يستأجروا معونة شيخها، لكي يأمنوا من الاستضعاف، ويدفعون لشيخ العشيرة القوية أموالاً كل مدة أو على كل مساعدة حسب الاتفاق، ويُسمّى من يطلب الانضمام إلى عشيرة أخرى للدفاع عنه وَدّاي، وقد راجت هذه الخدمة العشائرية بعد الاحتلال الأمريكي للعراق، ويُعتقد أن بعض هؤلاء الشيوخ الذين يقبلون الأجرة هم محتالون، ويُقدّر عدد عشائر العراق ب150 عشيرة موطنها الأصلي العراق، ويرى رئيس لجنة العشائر بمجلس النواب العراقي أنّ هذا النوع من الاستئجار هو من أنواع النصب وأنّ شيوخ العشائر الأصلاء لا يفعلونه، لأن رؤساء العشائر معلومون ومعدودون، بل لا يكثر هذا الاحتيال إلا في بغداد حيث يزيد التحضر وتضعف الأواصر العشائرية أو بين أتباع أديان العراق من غير المسلمين، الذين ليس لهم نظام عشائري كنظام العرب، فيُضطرون إلى استئجار شيخ عشيرة أو الانضمام إليه درءاً للمشاكل.